# Thomasomys baeops
El ratón de ojos grandes (Thomasomys baeops) es una especie de roedor en la familia Cricetidae. 

## Distribución
Se encuentra solamente en el Ecuador.